# Solenozetes flagellifer
Solenozetes flagellifer är en kvalsterart som beskrevs av Sandór Mahunka 1983. Solenozetes flagellifer ingår i släktet Solenozetes och familjen Plasmobatidae. Inga underarter finns listade i Catalogue of Life.